# Андрей Зайончковски
Андрей Меда̀рдович Зайончко̀вски е руски военен историк, руски и съветски офицер (генерал от пехотата), командвал руско-румънските войски в Добруджа по време на Първата световна война.

## Биография
Роден е в Орловска губерния, Западна Русия. Завършва Николаевското инженерно училище (1883) и Николаевската генерал-щабна академия (1888). Започва службата си като младши офицер в сапьорен батальон. Издига се до командир на пехотен полк през пролетта на 1904 г. Като такъв взема участие в Руско-японската война от 1904 – 1905 г. От май 1912 г. е командир на дивизия.
В началото на Първата световна война Зайончковски командва 37-а пехотна дивизия. През март 1915 г. поема командването на XXX армейски корпус. Отличава се през лятото на 1916 г. в боевете с австро-унгарци и германци на река Стоход (във Волинска област, Северозападна Украйна). Успехът му създава благоприятна възможност за настъпление към Ковел (главната цел на операциите), но не е използван от висшето руско командване.
Веднага след влизането на Румъния във войната (август 1916 г.) Зайончковски е пратен в помощ на руския съюзник в Добруджа, начело на XLVII армейски корпус (IV сибирски корпус в състав 9-а и 10-а пехотни дивизии с около 15 батерии). Първият му сблъсък с българите е безуспешният опит да отвоюва Добрич (5 – 7 септември). След разгрома при Тутракан присъединява остатъците от румънските войски към корпуса си в новообразуваната Добруджанска армия. Отразява първата българска атака на Кубадин, но при втората търпи поражение, което струва контрола над Добруджа.
След Кубадинското сражение Зайончковски е снет от командването на Добруджанската армия, а през април 1917 е пенсиониран. След Октомврийската революция се включва в Червената армия, през 1919 г. е началник-щаб на 13-а армия. Сътрудничи на НКВД за арестуването на много царски офицери.
Зайончковски е известен с изследванията си, посветени на Кримската и Първата световна война.

## Исторически трудове
- Зайончковский, А. М. Восточная война 1853-1856 гг.. „Полигон“. Санкт Петербург 2002. Онлайн: militera.lib.ru, 12 декември 2011
- Зайончковский, А. М. Первая мировая война. „Полигон“. Санкт Петербург 2002. Онлайн: militera.lib.ru, 12 декември 2011